# گیدو کوچر
گیدو کوچر (انگلیسی: Guido Koçer؛ زادهٔ ۱۵ سپتامبر ۱۹۸۸) بازیکن فوتبال اهل ترکیه است.
از باشگاه‌هایی که در آن بازی کرده‌است می‌توان به باشگاه ورزشی گنچلربیرلیغی، باشگاه فوتبال هانزا روستوک، باشگاه فوتبال ینی ملطیه‌اسپور، و باشگاه فوتبال ارتسگبیرگ آئو اشاره کرد.
وی همچنین در تیم ملی فوتبال زیر ۲۱ سال ترکیه بازی کرده‌است.